# 竹田有里
竹田 有里（たけだ ゆり、1987年 - ）は、日本のフリーアナウンサー、環境ジャーナリスト。元・東京メトロポリタンテレビジョン（TOKYO MX）のアナウンサー兼報道記者。

## 来歴・人物
岡山県出身。
2006年に津田塾大学情報科学科に入学。2010年に卒業後、TOKYO MXに入社。報道情報局（当時は「報道センター」）報道部の記者として勤務。2012年1月より『TOKYO MX NEWS』でキャスターデビューした。同年10月より警視庁・遊軍担当に異動。
2016年10月に社会人大学院生として上智大学大学院地球環境学研究科に入学した。
2017年にTOKYO MXを退社。同年4月よりフリーアナウンサーとして、文化放送『斉藤一美 ニュースワイドSAKIDORI!』の火曜日サブ キャスターに就任。2018年9月20日に同大学院の課程を修了した。
フジテレビ 環境ドキュメンタリー番組『環境クライシス』でリサーチャー、取材リポーターを務める。
世界初の『木のストロー』の発案者。
環境ジャーナリストの傍ら、海洋政策研究所が発行する海洋白書の編集委員やヨコハマSDGsデザインセンターでコーディネーターも務める。
2021年より講談社withにてSDGsに関するコラムを発信している。

## 出演番組

### 過去
TOKYO MX
- TOKYO MX NEWS
  - 水・金曜11:30のニュース（2012年1月〜3月）[4]
  - 水・金曜12:55のニュース（2012年2月〜9月）[4]
  - 平日夜間担当（2015年4月〜2016年3月）※シフト勤務

フリーアナウンサー
- 斉藤一美 ニュースワイドSAKIDORI! - 火曜日サブ キャスター（文化放送、2017年4月4日〜2020年4月7日）
- 斉藤一美 ニュースワイドSAKIDORI! - 金曜日取材レポーター、報道記者（文化放送、2020年10月1日〜）
- 環境クライシス- 環境ジャーナリスト（フジテレビ、2017年4月〜不定期）